# Горнє Поточє
Горнє Поточє (хорв. Gornje Podotočje) — населений пункт у Хорватії, у Загребській жупанії у складі міста Велика Гориця.

## Населення
Населення за даними перепису 2011 року становило 491 осіб.
Динаміка чисельності населення поселення:

## Клімат
Середня річна температура становить 10,80 °C, середня максимальна – 25,55 °C, а середня мінімальна – -6,39 °C. Середня річна кількість опадів – 873 мм.
| Клімат поселення                              | Клімат поселення | Клімат поселення | Клімат поселення | Клімат поселення | Клімат поселення | Клімат поселення | Клімат поселення | Клімат поселення | Клімат поселення | Клімат поселення | Клімат поселення | Клімат поселення | Клімат поселення |
| Показник                                      | Січ.             | Лют.             | Бер.             | Квіт.            | Трав.            | Черв.            | Лип.             | Серп.            | Вер.             | Жовт.            | Лист.            | Груд.            |                  |
| Середній максимум, °C                         | 6,19             | 8,38             | 12,93            | 17,49            | 22,62            | 25,55            | 24,77            | 23,99            | 20,02            | 14,81            | 9,01             | 5,00             |                  |
| Середня температура, °C                       | −0,1             | 2,10             | 6,66             | 11,20            | 16,35            | 19,27            | 20,86            | 20,08            | 16,12            | 10,89            | 5,10             | 1,09             |                  |
| Середній мінімум, °C                          | −6,39            | −4,2             | 0,39             | 4,91             | 10,07            | 13,00            | 16,96            | 16,18            | 12,22            | 6,98             | 1,21             | −2,82            |                  |
| Норма опадів, мм                              | 52               | 49               | 58               | 68               | 76               | 92               | 77               | 86               | 82               | 83               | 87               | 63               |                  |
| Середньомісячна швидкість вітру, м/с          | 1.80             | 1.98             | 2.40             | 2.24             | 2.10             | 1.90             | 1.85             | 1.70             | 1.70             | 1.70             | 1.80             | 1.80             |                  |
| Середньомісячна сонячна радіація, кДж/м²·день | 4148             | 6886             | 10542            | 14997            | 19170            | 21043            | 22171            | 19366            | 14227            | 8764             | 4553             | 3375             |                  |
| --------------------------------------------- | ---------------- | ---------------- | ---------------- | ---------------- | ---------------- | ---------------- | ---------------- | ---------------- | ---------------- | ---------------- | ---------------- | ---------------- | ---------------- |
| Джерело:                                      |                  |                  |                  |                  |                  |                  |                  |                  |                  |                  |                  |                  |                  |